# Ачхой-Мартановская соборная мечеть
Ачхой-Мартановская соборная мечеть имени шейха Батал-Хаджи Белхароева — главная джума-мечеть районного центра Ачхой-Мартан Чеченской Республики. Расположена на берегу реки Фортанга. В мечети одновременно могут молиться до 5000 верующих.

## История
По состоянию на 1883 год в селе Ачхой-Мартан насчитывалось 10 мечетей, основанная главная джума-мечеть и 9 квартальных.
Центральная мечеть имени шейха Батал-Хаджи Белхароева располагается в районном центре Ачхой-Мартан Чеченской Республики. В долине реки Фортанга по улице Х. Н. Нурадилова.
Решение о строительстве этой мечети было принято Рамзаном Кадыровым в январе 2013 года во время посещения   Ачхой-Мартановского района.
Строительство мечети началось весной 2013 года, открытие состоялось в декабре 2014.  При строительстве мечети  принимали участие турецкие специалисты. Основная часть отделочных материалов завозилась из Турции, мечеть Ачхой-Мартана уменьшенная копия мечети «Сердце Чечни» в Грозном.

## Описание

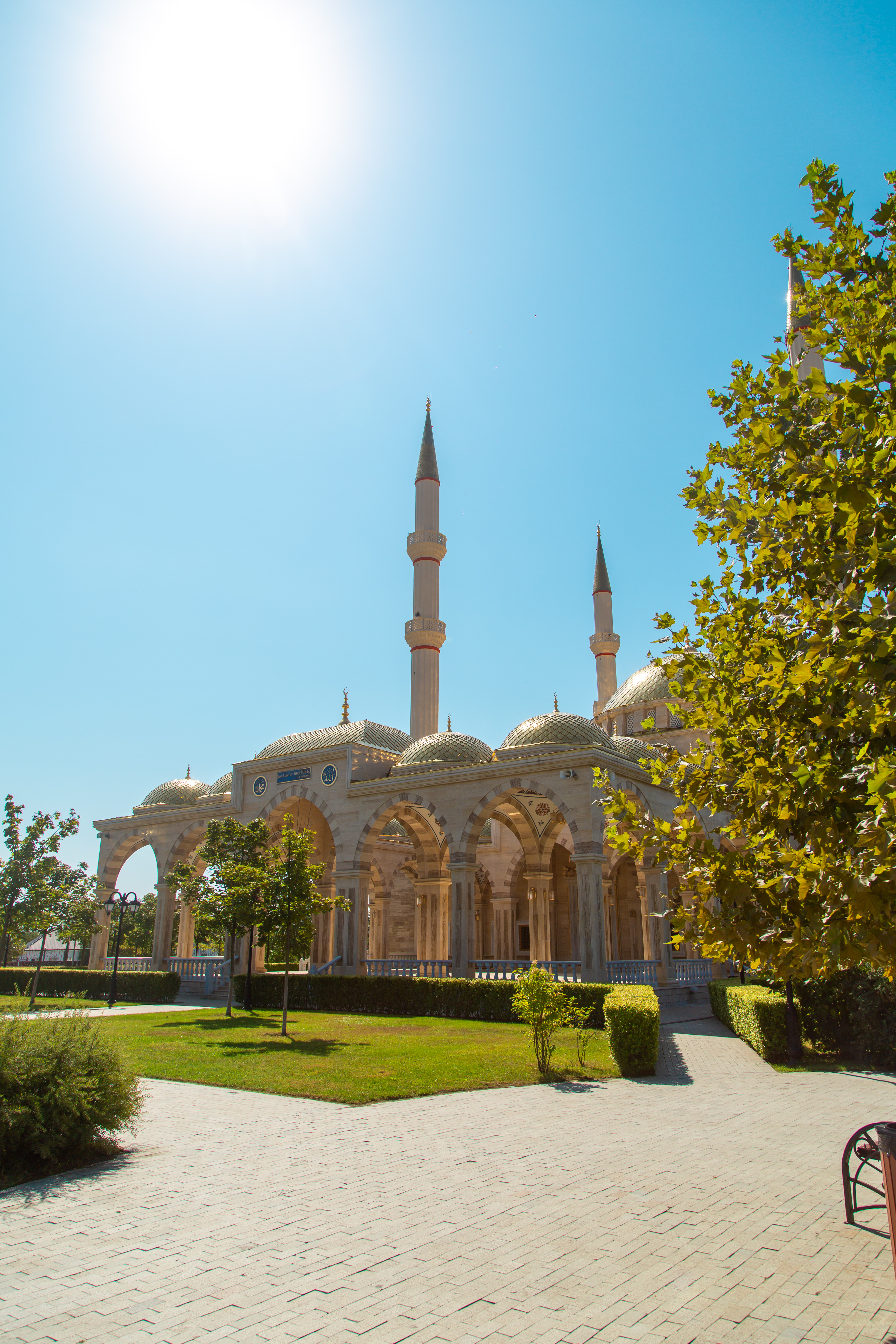
Главный вход в мечеть

Архитектура мечети сочетает в себе два стиля — классический османский и византийский. Ачхой-Мартановская мечеть ориентирована в сторону главной святыни мусульман мечеть аль-Харам (заповедная мечеть).
Наружные и внутренние стены мечети отделаны травертином — особо прочным камнем. Искусное сочетание во внешней отделке травертина темно-коричневой и кремовой расцветок, придают ей своеобразный колорит. Интерьер мечети обширно декорирован также белым мрамором. Построен мраморный резной минбар и молитвенная ниша в стене мечети — михраб, изготовленная из белого мрамора, направлена в сторону Мекки, указывая верующим направление во время молитвы. Мечеть венчает большой, высотой более двадцати и диаметром 15,5 м купол. Общая площадь мечети 2000 квадратных метров, а вместимость — 5 тысяч человек. Отдельно стоит здание для омовения. По углам мечети возвышаются 4 минарета, которые имеют по 2 балкона для совершения азана. Прилегающая к мечети территория имеет большую площадь, разбит парк с аллеями, устроены пешеходные дорожки с ухоженными газонами.

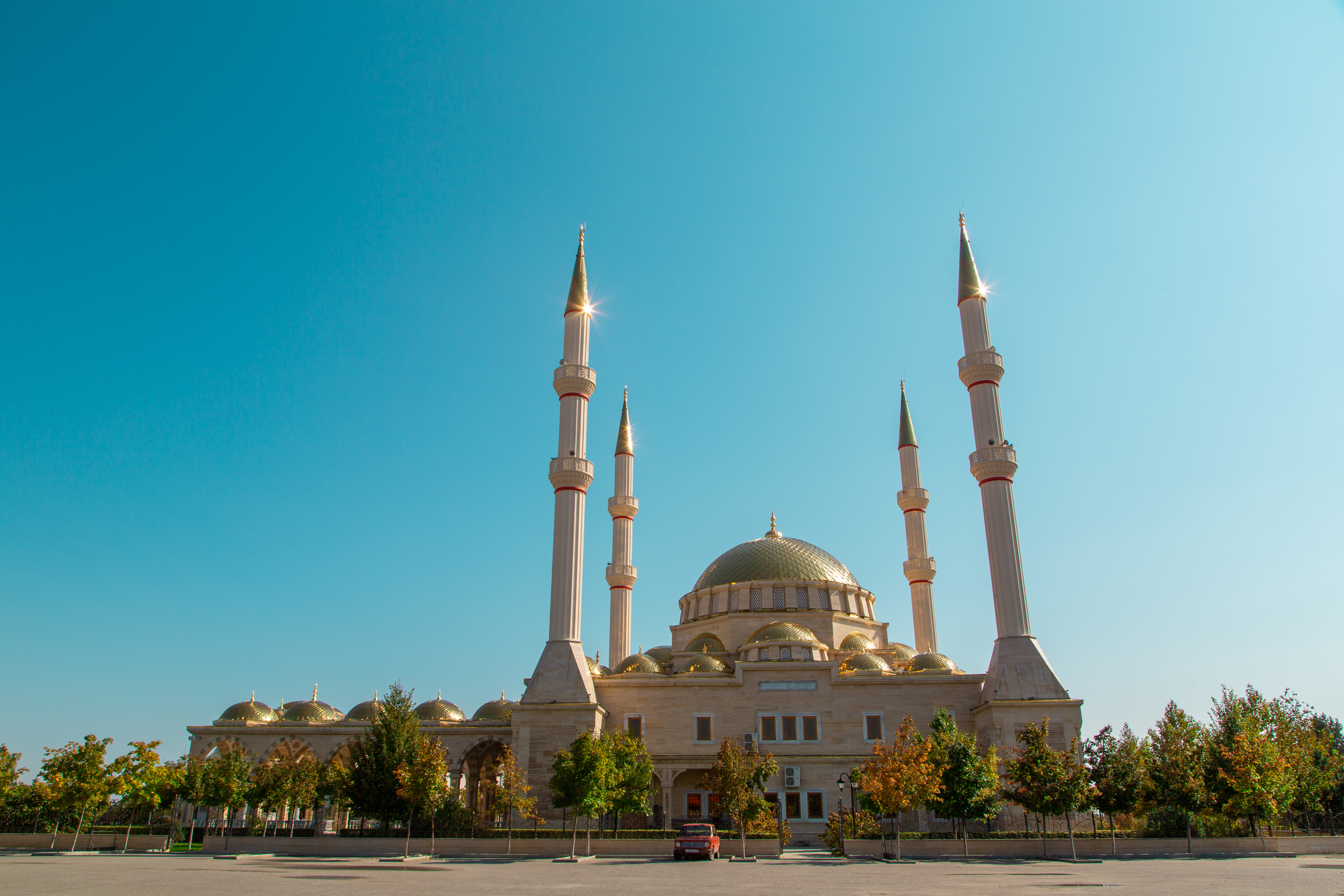
Ачхой-мартановская Джума-мечеть